# Son ar chistr
Singles de Alan Stivell
Flower Power Tha mi sgìth
Pistes de Reflets
Broceliande Sally free and easy
Son ar chistr dont le titre peut être traduit en français par « La chanson du cidre », est une célèbre chanson bretonne répondant au style de la sône, c'est-à-dire traitant de sujets anecdotiques et qui reflètent les moments, agréables et joyeux de la vie quotidienne, contrairement à la gwerz. Celle-là évoque le cidre. Elle est composée en 1929, au soir du dernier jour de battage, par deux adolescents agriculteurs de Guiscriff (Morbihan), Jean Bernard et Jean-Marie Prima et devient populaire entre la Cornouaille et le Pays vannetais. Écrite à l'origine en breton Cornouaillais, la chanson est publiée pour la première fois par Polig Monjarret en 1951. Son nom Yao jistr'ta laou devient Ev jistr'ta laou.
Après sa popularisation à grande échelle au début des années 1970 par Alan Stivell, elle est reprise en Bretagne et en Europe. Tour à tour, quantité d'interprètes très divers en ont assuré la célébrité, avec entre autres : Youenn Gwernig, Katell Keineg, Gwennyn, des bagadoù (tels que le bagad Bleimor, Quic-en-Groigne, Lann-Bihoué, Sant Brieg, la Lande d'Ouée) et même la célèbre formation irlandaise The Chieftains. Dan Ar Braz l'a jouée avec Steve Waring (au banjo) lors de leur dernière rencontre. Elle appartient désormais au répertoire traditionnel et a même fait le « tour du monde » (Bots (en), Scooter, Angelo Branduardi, Goran Bregovic, Martin Carthy, Brân, Blackmore's Night, Eluveitie, Otava Yo, Leshak etc.).

## Historique

### Au cœur de la tradition bretonne
Jean Bernard et Jean-Marie Prima, adolescents en 1928, inventaient des chansons en breton pour rendre le travail aux champs moins monotone. Ces chansonnettes, souvent pleines d'humour et tirées de scènes de la vie quotidienne, étaient faciles à reprendre en cœur. Lors des bals de noces le mardi, pour amuser les personnes qui ne dansaient pas, Jean « kannait » tandis que Jean-Marie « diskannait » sur leur répertoire. En 1929, au soir du dernier jour des battages, le cidre bouché et le vin mis en barrique, alors que Jean-Marie prenait l'air, Jean arriva une chope à la main et lui dit « Yao jistr 'ta Laou... ». Ils mirent ensuite deux à trois semaines pour composer et trouver un air à cette chanson. Le texte est ainsi constitué d'éléments de la vie courante et, comme pour les autres chansons, d'images qui étaient amusantes à l'époque : « un sou, un sou la chopine », la femme battant son mari ou encore la comparaison du cidre et des filles... Petit à petit elle fut connue de tous, mais on laissait la plupart du temps au duo la tâche de diriger « Yao jistr 'ta Laou ». Le curé de Scaër, qui patronnait des groupes de musique, demanda à un ami des compères de noter certains airs de chants de leur composition, dont très certainement Yo jist 'ta Laou ! en version originale avec tous leurs couplets, mais un couplet de la chanson disparut, peut-être trop osé. Les premières versions sonores retrouvées sont :
- en 1940 à Languidic (Pays vannetais), Elen Guychard chante Tudjentil Baod sur cet air ;
- en 1941, dans les Monts d'Arrée, François-Louis Grall avec une version proche de celle collectée par Polig Monjarret ;
- en 1949, à Quimper, sonneurs et chanteurs l'interprètent au concours de Quimper ;
- en 1951, Polig Monjarret collecte une version partiellement modifiée auprès de Jul Gwernig, père de Youenn, alors sacristain à la paroisse de Scaër[6]. Cette version publiée dans le fascicule Yaouankiz a gan semble marquer le début de l'édition écrite de la chanson. Des mots sont modifiés, des couplets sont ajoutés (les 4, 5, 6 et 7 selon la numérotation de Polig), d'autres subissent un changement d'ordre (8, 9, 10 au lieu de 10, 8, 9), le dernier couplet a disparu[2].

De son côté, Loeïz Roparz défend une version plus vannetaise de la chanson qu'il édite chez Emgleo Breiz en texte et cassette. Dans les années 1960, des compilations vinyles présentent l'enregistrement des Korollerien Breiz Izel (Danseurs de Basse-Bretagne), éditées par la fédération des groupes folkloriques des provinces françaises.

### Intégrée au monde pop folk
Dans les années 1960, le foisonnement des copies de partitions et de textes et la multiplication de stages de langue et de musique bretonne incitent bagadoù et chorales à l'interpréter. D'ailleurs, une dizaine d'entre eux éditent des vinyles. C'est à cette époque qu'Alan Stivell apprend la chanson et sort en 1970 deux 45 tours suivis du 33 tours Reflet avec une version courte de Son ar Chistr (1, 2, 7). Dans son interprétation, on retrouve avec les reprises en chœurs des couplets l'esprit de convivialité. Dans les années 1970, Alan Stivell rencontre un grand succès et popularise des morceaux bretons dont Son ar Chistr. Sa version courte se retrouve quasiment dans toutes les nouvelles productions, excepté celle de Youenn Gwernig qui, à son retour des États-Unis, produit vers 1971-1972 son premier album Distro ar Gelted, un 33 T avec la version de son père sans les couplets 4, 5 et 6.
Les versions se multiplient. La chanteuse Frida Boccara chante en français La Mariée de façon très saccadée sur le même air. Ray Fisher, artiste écossais de folk, la joue à la guitare avec, comme paroles, la chanson traditionnelle épique Willie's Lady, reprise peu après par l'anglais Martin Carthy. En 1978, au Québec, le groupe bretonnant Quebreizh la joue et la chante de façon très énergique. En 1980, en Italie, Angelo Branduardi compose Gulliver (en italien) pour le générique d'un programme de télévision, une musique très proche de Son ar Chistr apprise en écoutant Alan Stivell. Il en fait ensuite une version française, sous le nom Sans aucun doute, dans son album Confession d'un malandrin, une anglaise et une espagnole.

### D'une chanson engagée à la musique electro
Aux Pays-Bas et en Allemagne, les Bots (en) remportent tous les suffrages avec cet air : dès 1976, le groupe pop compose Zeven dagen lang (« Sept jours durant », en néerlandais). De 1976 à 1997, les Bots produisent treize albums comprenant cette chanson en néerlandais ou en allemand. Les paroles, du fait de leur caractère revendicatif, sont récupérées par de nombreuses manifestations étudiantes. L'air aurait même été emprunté par le parti socialiste néerlandais pour une campagne. En 1977, l'hymne du club de foot du PSV Eindhoven a été joué par les Bots qui ont adapté de nouvelles paroles sur le même air. En 1977, Oktoberklub (en), un groupe allemand de l'Allemagne de l'Est, groupe de musiciens à l'idéologie de gauche également, en propose une version en allemand, Was wollen wir trinken.
Dans les années 1980, les Chieftains sortent un album consacré à la musique bretonne : dans Celtic Wedding, ils jouent Ev jistr 'ta Laou ! (Cider drinking song) apprise auprès de leur ami Youenn Gwernig. Cet album est un ambassadeur de la musique bretonne en Irlande mais aussi aux États-Unis, pays où Stivell donne alors de nombreuses représentations. Par la suite, des groupes comme Iona, The Celtic Consort, Hell Stone ou The Revels, reprennent la chanson originale. Fille de l'écrivain Paol Keineg et chanteuse de rock, Katell Keineg la chante aussi parfois au Pays de Galles et aux États-Unis lors de ses concerts. Pour l'anecdote, lors d'un concert en Allemagne à Oldenburg en 1981, le rappel du groupe breton de fest-noz Sonerien Du se fait sur l'air de Son ar chistr. D'autres groupes comme Mervent, Bran, Kings & Beggars peuvent être signalés.
Enfin, on trouve des groupes de folk, pop, hard ou house en Allemagne, Belgique ou Pays-Bas dont les interprétations vont de la simple reprise de l'air à une version fidèle à la chanson bretonne. Au pays de Galles, la harpiste Sian James la joue et l'édite en Europe et au Japon. Au Festival d'été de Nantes en 1995, le groupe portugais Vai de roda joue Son ar Chistr devant le Château des ducs de Bretagne. Dans les années 2000, des sites web sur le tango proposent cet air dans leurs listes de tangos à danser, sous le titre allemand Was Wollen Wir Trinken Sieben Tage Lang (« Qu'allons-nous boire sept jours durant... »). Elle continue de plaire, avec des groupes comme Vermaledeyt ou Rapalje, sous les noms Wat zullen we drinken zeven dagen lang ? en néerlandais ou Was wollen wir trinken en allemand. 
En version electro, elle est utilisée par Scooter (How much is the fish, 1998), The Highstreet Allstars (Rock That Beat, 2007), Basslovers United (Drunken, Zooland Records 2012), Tony Junior (Twerk Anthem, 2013)... En 2013, le groupe ukrainien de métal celtique F.R.A.M. enregistre la version bretonne sous le titre Ev Sistr et en 2017, le groupe de folk metal suisse Eluveitie reprend la mélodie pour sa chanson Lvgvs présente sur l'album Evocation II: Pantheon. En 2016, la chanteuse bretonne Gwennyn enregistre la chanson traditionnelle pour son 5e album ainsi que pour l'album collectif Breizh eo ma bro !, avec une rythmique electro (chant également utilisé dans les mix de DJ Miss blue). Elle l'interprète avec Tri Yann et Gilles Servat en prime-time sur France 2 durant l'émission Les Copains d'abord en Bretagne diffusée en septembre 2017.

### Postérité
La base musicale de Son ar chistr est également utilisée par le groupe folk rock Blackmore's Night sur la chanson All For One de son album Ghost Of A Rose (2004), par le groupe suisse de métal folk Eluveitie sur la chanson Lvgvs de son album Evocation II: Pantheon (2017) ainsi que par le groupe de folk rock allemand dArtagnan sur la chanson We're gonna be drinking de son album Felsenfest (2022).